# Phyllostomus elongatus
Phyllostomus elongatus là một loài động vật có vú trong họ Dơi mũi lá, bộ Dơi. Loài này được E. Geoffroy mô tả năm 1810.